# Монсельг
Монсе́льг (фр. и окс. Montselgues) — коммуна во Франции, находится в регионе Рона — Альпы. Департамент коммуны — Ардеш. Входит в состав кантона Вальгорж. Округ коммуны — Ларжантьер.
Код INSEE коммуны — 07163.

## Климат
| Показатель | Янв. | Фев. | Март | Апр. | Май  | Июнь | Июль | Авг. | Сен. | Окт. | Нояб. | Дек. | Год  |
| --- | ---- | ---- | ---- | ---- | ---- | ---- | ---- | ---- | ---- | ---- | ----- | ---- | ---- |
| Средний суточный максимум, °C | 4,6  | 4,9  | 7,2  | 9,5  | 14   | 17,9 | 21,8 | 21,5 | 17,1 | 12,5 | 7,7   | 5,7  | 12   |
| Средняя температура, °C | 1,7  | 1,9  | 3,8  | 5,8  | 10,1 | 13,6 | 17,1 | 17   | 13,5 | 9,3  | 4,7   | 2,9  | 8,4  |
| Средний суточный минимум, °C | −1,3 | −1,2 | 0,4  | 2    | 6,2  | 9,3  | 12,3 | 12,5 | 9,5  | 6,1  | 1,7   | 0    | 4,7  |
| Норма осадков, мм | 209  | 135  | 112  | 180  | 183  | 106  | 60   | 93   | 214  | 307  | 254   | 216  | 2069 |
| Источник: Archives climatologiques mensuelles - Loubaresse (1971-2000) avec application d'un gradient d'augmentation de température de 0,6 °C pour une variation d'altitude de 100 mètres |      |      |      |      |      |      |      |      |      |      |       |      |      |

## Население
Население коммуны на 2008 год составляло 92 человека.
| 1962 | 1968 | 1975 | 1982 | 1990 | 1999 | 2008 |
| ---- | ---- | ---- | ---- | ---- | ---- | ---- |
| 124  | 113  | 73   | 80   | 69   | 76   | 92   |

## Экономика
В 2007 году среди 54 человек в трудоспособном возрасте (15—64 лет) 43 были экономически активными, 11 — неактивными (показатель активности — 79,6 %, в 1999 году было 66,7 %). Из 43 активных работали 35 человек (17 мужчин и 18 женщин), безработных было 8 (5 мужчин и 3 женщины). Среди 11 неактивных 3 человека были учениками или студентами, 3 — пенсионерами, 5 были неактивными по другим причинам.

## Достопримечательности
- Романская церковь XII века
- Церковь Сен-Мартен

## Фотогалерея

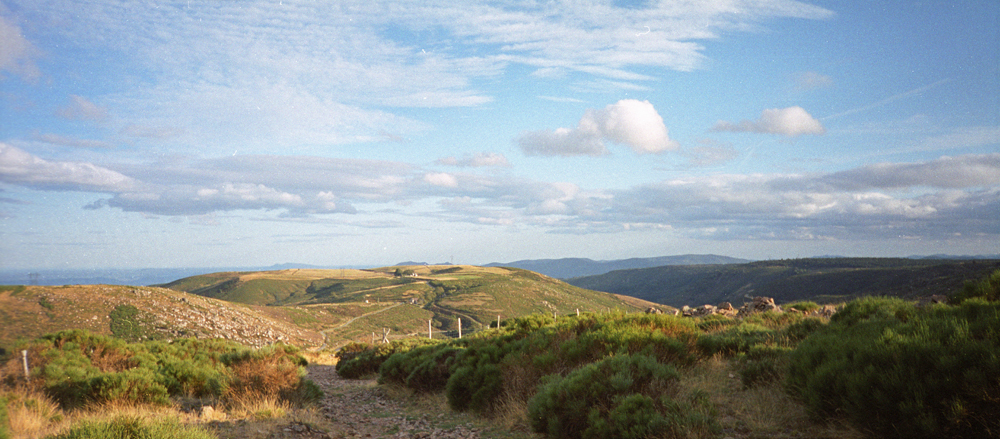
Монсельг
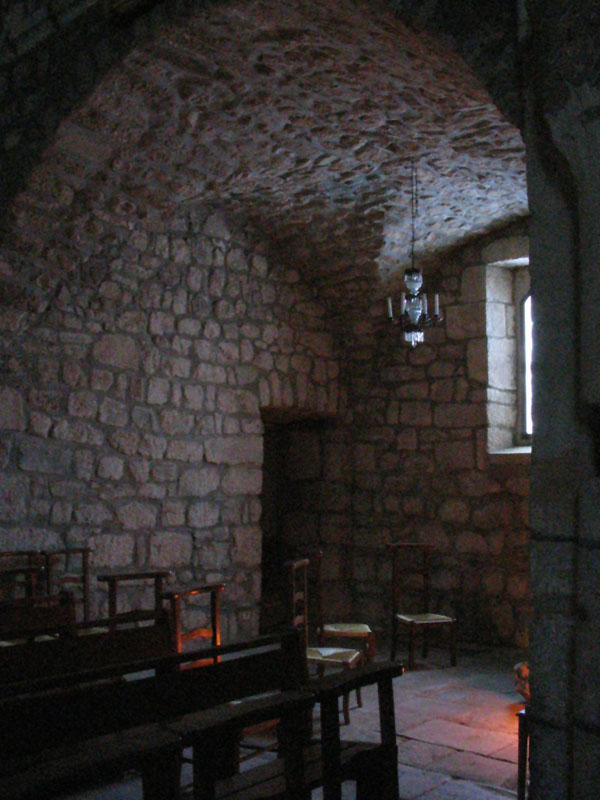
Северное крыло церкви изнутри
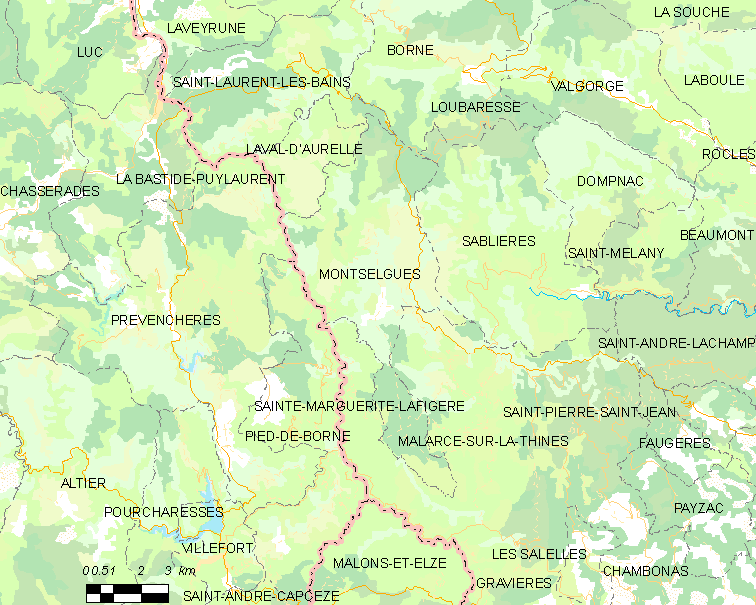
Карта коммуны